# Trabeazione

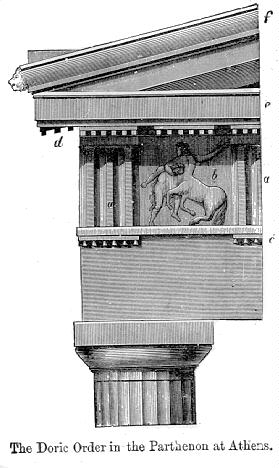
La trabeazione del Partenone di Atene (V secolo a.C.)

La trabeazione è una struttura architettonica, comprendente l'elemento orizzontale del sistema trilitico, degli ordini architettonici greco-romani ed è costituita da architrave, fregio e cornice. La trabeazione poggia sopra i sostegni verticali (colonne o pilastri) ed è normalmente di altezza uguale a un quarto dell'altezza della colonna, compreso basi e capitelli.
I diversi elementi sono costituiti in genere da blocchi separati, sovrapposti gli uni agli altri; nell'architettura romana spesso fregio e architrave sono intagliati in un unico blocco. Negli ordini applicati a parete (sostenuti da lesene o paraste, o da semicolonne), non è costituita da blocchi, ma piuttosto da lastre di rivestimento applicate alla parete in muratura, che riprendono le medesime partizioni e decorazioni degli elementi costitutivi e possono essere di maggiore o minore spessore, senza tuttavia svolgere una vera funzione portante.
Nel caso degli ordini applicati o di ordini autonomi ma appena staccati dalla parete, in funzione soprattutto decorativa, la trabeazione può anche assumere un andamento più articolato, correndo tra una colonna e l'altra (nell'"intercolumnio") a filo del muro retrostante, sporgendo solo in corrispondenza dei sostegni. In questi casi può essere definita "trabeazione sporgente". Questo uso compare nell'architettura ellenistica e nell'architettura romana, nelle quali gli ordini tendono ad assumere un significato prevalentemente decorativo. Le diverse combinazioni di tratti sporgenti e rientranti della trabeazione, possono costituire edicole che arricchiscono la decorazione di una facciata monumentale. Altre variazioni, introdotte nell'architettura ellenistica e diffuse soprattutto in epoca imperiale romana, sono costituite dall'inserimento di frontoni di varie forme, o di archi con trabeazione curvilinea su alcuni degli intercolumni.

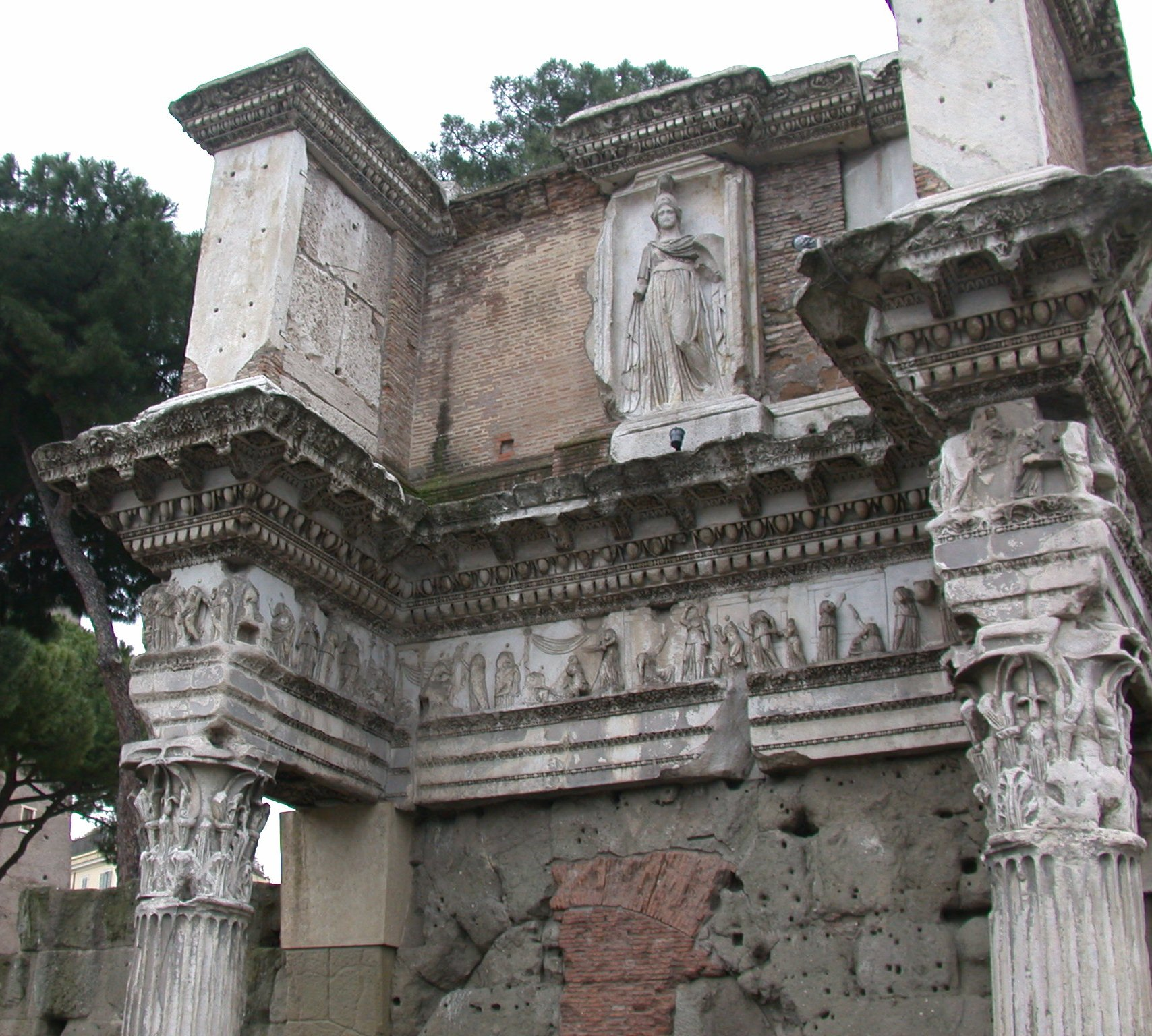
Trabeazione sporgente nel Foro di Nerva a Roma.
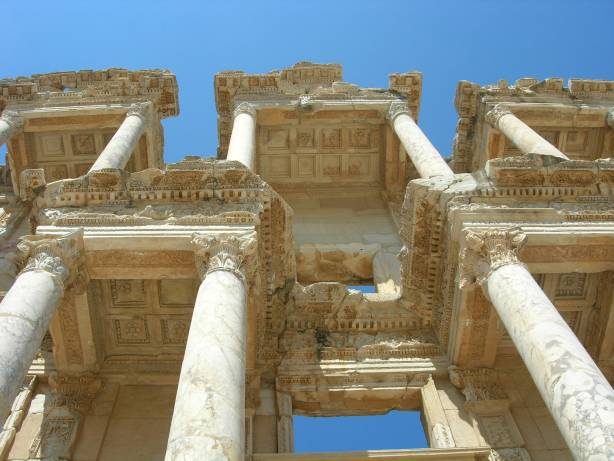
Edicole sfalsate nei due ordini della facciata della Biblioteca di Celso ad Efeso (II secolo)
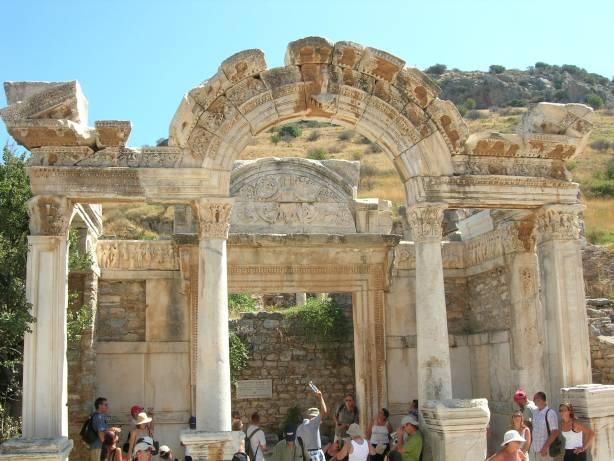
Serliana con trabeazione curvilinea del tempio di Adriano ad Efeso.